# 昭常
昭常（?—?），芈姓，昭氏，战国时期楚国官员。与上柱国子良、景鲤、慎子都是楚顷襄王的大臣。
楚顷襄王为太子时，在齐国为人质。楚怀王去世，齊湣王让他同意割让楚国东地五百里，顷襄王的师傅慎子让他先同意齐王，于是得以回国即位。
齐国使者前来索要土地车五十乘，上柱国子良认为要讲信用，不能不给。子良出，昭常入见。楚王问：“齐使来索求东地五百里，怎么办？”昭常说：“不可给他。万乘之国，因为地大才是万乘。现在割让东地五百里，是去掉大国的一半，只有万乘之号，而无千乘之用，是不行的。臣所以说不要给。昭常请为楚国守卫东地。”昭常出，景鲤入见。他也认为不能给，但楚国不能独守。楚王也不能不讲信用，请向秦国寻求帮助。
楚王把三大夫的意见告诉慎子。慎子建议三人的意见都采纳，先派上柱国子良五十乘车，北到齐国献地五百里。第二天，派昭常为大司马，令他去守东地。第三天，派景鲤五十乘车，西向请秦国帮助。楚王于是照办。
子良至齐国，齐国派人带兵接受东地。昭常对齐使说：“我负责防守东地，与此地共存亡。从五尺高的孩子至六十岁的老人共三十余万，携带弊甲钝兵，愿接受挑战。”齐王对子良说：“大夫来献地，昭常为什么还坚守？”子良说：“臣受敝国之王命，这是昭常假传旨意。齐王可以攻打他。”齐王于是兴兵，攻东地，讨伐昭常。楚军未到边疆，秦国率军五十万兵临齐国西境。说：“不让楚太子回国，不仁；想要夺楚国东地五百里，不义。退兵则可，不然，则愿等你们与我交战。”齐王害怕，于是请子良南回楚国，派使者西至秦国，解除齐国的危局。没有动武，东地保全。